# Buddhistická vlajka

Buddhistická vlajka

Vlajka buddhistická je vlajka symbolizující buddhismus, vytvořená roku 1880 společně J.R. de Silvou a plukovníkem Henry Steelem Olcottem jako symbol znovuoživení buddhismu na Srí Lance. Poprvé byla použita na Srí Lance roku 1885, ačkoli podle legendy její kořeny sahají až do 2. století před naším letopočtem. Na Světovém buddhistickém kongresu v roce 1952 byla přijata jako mezinárodní buddhistická vlajka. Plukovník Olcott vytvořil vlajku z pěti barev, o nichž se domníval, že začaly zářit z Buddhova těla po jeho duchovním probuzení.
Svislé pruhy vlajky označují barvy Buddhovy aury, které jsou popsány v Pálijském kánonu a údajně zářily z různých části Buddhova těla. Šestý svislý barevný pruh odpovídá barvě Buddhovy aury, která nebyla viditelná lidským očím, proto je na vlajce znázorněna jako kombinace předešlých pěti barev, pruhy jsou na sebe poskládány vodorovně, přičemž nejspodnější pomerančově oranžová splývá s posledním svislým pruhem stejné barvy.
- Nebeská modř (nila) – představuje světlo zářící z Buddhových vlasů; symbolizuje všezahrnující soucit se všemi bytostmi.
- Žlutá (pita) – světlo zařící z kůže Buddhovy; symbolizuje jak střední cestu, která překonává všechny extrémy, tak i obnovenou rovnováhu a vysvobození.
- Červená (lohita) – světlo zářící z Buddhova svalstva; symbolizuje požehnání, které přináší praktikování Buddhova učení.
- Bílá (odata) – světlo zářící z Buddhových kostí a zubů; symbolizuje čistotu Buddhova učení a svobodu, kterou přináší.
- Pomerančově oranžová (manjestha) – světlo zářící z Buddhových dlaní, pat a rtů; symbolizuje neotřesitelnost Buddhovy moudrosti (v Barmě bývá nahrazována růžovou barvou).
- Kombinace barev, neviditelná barva (prabaswara) – představuje univerzalitu pravdy Buddhova učení.